# Euro PP
Un Euro PP est « une opération de financement à moyen ou long terme entre une entreprise, cotée ou non, et un nombre limité d'investisseurs institutionnels, qui repose sur une documentation ad hoc négociée entre l'emprunteur et les investisseurs, avec généralement la présence d'un arrangeur. ». 
L'Euro PP est un mode de financement récemment arrivé en France. Il est issu du Schuldscheindarlehen apparu au XIXe siècle en Allemagne et qui est un prêt placé auprès d'investisseurs qualifiés au moyen d'un placement privé.  

## Euro PP allemand

### Définition du Schuldschein
Le crédit semi-obligataire allemand, en pratique, désigné « Schuldschein » (littéralement « reconnaissance de dette ») ou « Schuldscheindarlehen » (littéralement « prêt avec reconnaissance de dette ») ou encore en anglais « private placement loan » (littéralement « prêt avec placement privé ») est un type particulier de prêt aux entreprises de droit privé et aux personnes morales de droit public, apparu au milieu du XIXe siècle en Allemagne. Il est décrit comme un prêt hybride se situant à mi-chemin entre la syndication de crédit et l'emprunt obligataire. Il correspond, depuis sa transposition en droit français, aux financements Euro Placements Privés encore connu sous le nom Euro PP.   
D'après la définition donnée par Antoine R. Cuny de la Verryère « Le crédit semi-obligataire est un prêt d'argent consenti généralement à taux fixe pour une durée comprise entre 5 et 7 ans, par plusieurs prêteurs (établissements de crédit, assureurs, fonds d'investissement) au profit d'un emprunteur qui peut ainsi lever des fonds en quantité importante (souvent plusieurs dizaines de millions d'euros), grâce à un placement privé, ceci en général sans que soit constituée aucune sûreté, ni demandé aucune notation externe, le risque d'insolvabilité étant principalement encadré au moyen de covenants ». 

#### Principaux avantages
Du point de vue des investisseurs, notamment : 
- l'éligibilité des créances semi-obligataires aux refinancements auprès de la BCE ;
- leur valorisation comptable décorrélée du marché des capitaux ;
- un marché secondaire relativement liquide généralement animé par un teneur de marché ;
- la possibilité d'accéder au marché des PME ;
- l'éligibilité aux assureurs allemands.

Du point de vue de l'emprunteur, notamment :
- le faible coût pour monter l'opération ;
- la documentation juridique simple et standardisée ;
- la possibilité de renégocier les termes du prêt de façon bilatérale ;
- les obligations d'informations réduites qui préservent l'anonymat ;
- la possibilité de lever des fonds auprès du cercle d'investisseurs institutionnels étendu aux assureurs (allemands) et fonds d'investissements.

#### Régime juridique
Le crédit semi-obligataire allemand est, en pratique, toujours soumis au droit allemand, en raison des conditions plus souples prévues par la réglementation allemande, notamment en matière de cession de créances et de conditions d'investissement des assureurs. Il est un contrat de prêt innommé et son régime est encadré principalement par le prêt d'argent fixé par le code civil allemand (§ 488 Abs. 1 BGB). Son caractère innommé vient du fait que le Schuldscheindarlehen est le fruit de la pratique des affaires en Allemagne. C'est pourquoi, les caractéristiques de cet instrument de financement n'ont cessé d'évoluer et de s'adapter à l'environnement fiscal et économique du marché allemand (p. ex. aujourd'hui, il est accessibles aux PME et peut être formé sans titre Schuldschein).
Une opération de crédit Schuldschein est une opération de financement qui peut s'avérer complexe. Outre le prêt d'argent, elle fait intervenir d'autres actes juridiques: l'acte de cession allégé de créances, la reconnaissance de dette (optionnel), les contrats de couverture notamment contre le risque de crédit (optionnel). 
À noter qu'il existe des produits structurés faisant intervenir le crédit semi-obligataire allemand soit, en amont, lorsque des créances semi-obligataires sont titrisées dans un but de transfert du risque de crédit (p. ex. CLN, CLO) soit, en aval, lorsque le crédit Schuldschein est utilisé par un véhicule de titrisation afin de titriser d'autres créances (rare en pratique).

#### Caractère « quasi-obligataire»
Au regard du droit français, et comparé à la syndication de crédit et à l'emprunt obligataire, le Schuldscheindarlehen a été qualifié par la doctrine française de « prêt quasi-obligataire », en raison de l'absence de syndicat, de la forte standardisation de l'acte de cession de créances (quasi-fongibilité) conjuguée à des règles de cession de créance plus légères en droit allemand (« quasi-négociabilité »). 
Ainsi, contrairement à une conception très répandue, les titres de reconnaissance de dette (Schuldschein) ne sont pas indispensables pour valider une opération de crédit semi-obligataire allemande, le caractère « quasi-obligataire » de l'opération découlant essentiellement de l'acte de cession de créance qui est standardisé et allégé. Le titre Schuldschein ne constitue, au regard du droit allemand, qu'un commencement de preuve de la cession. Il n'est pas un titre financier, il n'incorpore aucun droit et est de ce fait devenu, en pratique, aujourd'hui de faible utilité. 

### Internationalisation du Schuldschein à partir des années 2000
En Allemagne, le Schuldscheindarlehen a longtemps été le principal moyen de l'État fédéral allemand de lever des fonds avant qu'il ne recourt au mécanisme obligataire. Néanmoins il reste aujourd'hui le principal instrument de financement des Länder et des communes allemandes. S'agissant des sociétés commerciales, selon une étude conduite par la banque régionale Helaba, pour l'année 2011, tandis qu'entre 30-40 sociétés allemandes recouraient au marché obligataire, 70 se sont financées sur le marché du crédit Schuldschein. Alors qu'il était à l'origine consenti uniquement aux entreprises de grande taille (sociétés cotées), depuis 2005, il s'est ouvert progressivement aux PME. 
En France, plusieurs opérations ont été conclues à partir des années 2000. Par exemple, en 2008, les groupes SEB et RCI Banque ont respectivement signé un Schuldschein de 161 Mio EUR et 143 Mio EUR. Plus récemment, la banque Heleba annonçait avoir arrangé un crédit de 10 Mio EUR sur une durée de 10 ans pour le centre hospitalier régional universitaire de Strasbourg. 

## Euro PP français

### Transposition du Schuldschein en France en 2015
Deux années après la thèse de droit soutenue en décembre 2012 à l'Université Paris-Ouest La Défense (félicitations du jury), et à la suite d'une publication mettant en exergue les avantages du Schuldschein pour le financement des PME, la place parisienne s'est mobilisée afin de proposer un « Euro PP à la française ». 
Le Comité de pilotage Euro PP, composé des principales associations professionnelles de la place de Paris et des parties prenantes au marché de l’Euro PP, a présenté, le 8 janvier 2015, deux contrats-types de placement privé répondant à la fois aux besoins des investisseurs et des émetteurs, français et internationaux de toutes tailles, sur le marché en croissance de l’Euro PP. En mettant à la disposition des acteurs ces contrats-types, l’objectif est de favoriser le développement de nouveaux instruments de financement au travers de l’émergence d’un marché des placements privés européen plus efficient et mieux intégré via une standardisation de la documentation contractuelle. Ces contrats-types couvrent l’intégralité du marché de l’Euro PP qu’il s’agisse de prêts ou d’émissions obligataires, tout en préservant les spécificités respectives de ces deux segments.

### Développement du marché Euro PP et Mini PP français
Les Euro PP ne faisant fréquemment pas l'objet de cotation, le marché est relativement opaque. Afin d'y remédier, le cabinet d'avocats CMS Bureau Francis Lefebvre a créé un « Observatoire des Euro PP » où sont présentés les Euro PP cotés (partie 1) et les Euro PP non cotés qui ont fait l'objet d'une annonce publique (partie 2). Le rapport de mai 2015 dénombrait une centaine d'émissions depuis 2012 : environ 80 Euro PP cotés pour 20 Euro PP non cotés (déclarés).
En octobre 2016, la société française Origin Investing lance un format simplifié de l'Euro PP destiné aux entreprises de type PME- ETI, sous la marque « Mini PP ». L'émission des Mini PP se ferait exclusivement par une plateforme numérique régulée par l'AMF-ACPR.